# Issy-les-Moulineaux
Issy-les-Moulineaux är en kommun i departementet Hauts-de-Seine i regionen Île-de-France i norra Frankrike. Kommunen är chef-lieu över 2 kantoner som tillhör arrondissementet Boulogne-Billancourt. År 2022 hade Issy-les-Moulineaux 67 695 invånare.
Här har Canal+ huvudkontor.

## Befolkningsutveckling
Antalet invånare i kommunen Issy-les-Moulineaux
| Referens: INSEE |